# Nazionale maschile di beach soccer della Moldavia
La nazionale di beach soccer della Moldavia rappresenta la Moldavia nelle competizioni internazionali di beach soccer.

## Rosa
Aggiornato a luglio 2012
| N. |                     | Ruolo | Calciatore       |
| -- | ------------------- | ----- | ---------------- |
| 1  | Moldavia (bandiera) | P     | Ruslan Istrati   |
| 2  | Moldavia (bandiera) | D     | Dumitru Botuc    |
| 3  | Moldavia (bandiera) | D     | Vitalii Lungu    |
| 6  | Moldavia (bandiera) | D     | Vitalii Budigai  |
| 7  | Moldavia (bandiera) | C     | Leonid Podlesnov |

| N. |                     | Ruolo | Calciatore       |
| -- | ------------------- | ----- | ---------------- |
| 8  | Moldavia (bandiera) | C     | Maxim Chiper     |
| 10 | Moldavia (bandiera) | A     | Andrei Negara    |
| 13 | Moldavia (bandiera) | A     | Alexandr Antonov |
| 15 | Moldavia (bandiera) | A     | Valeriu Baesu    |
| 12 | Moldavia (bandiera) | P     | Oleg Chitoroagi  |

Allenatore : Gosperschi